# Osov
Obec Osov se nachází v okrese Beroun, kraj Středočeský, asi 15 km jižně od Berouna a 15 km východně od města Hořovice. Žije zde 327 obyvatel.

## Poloha
Osov leží v údolí mezi Brdy a Housinou. Cesty v krajině byly lemovány alejemi a samotný Osov byl pro svůj vzhled nazýván zahradou. K zámku se ze všech stran sbíhaly lipové aleje, některé později nahrazené kaštany. Osovsko-skřipelská alej je památkově chráněná. V roce 1996 získalo Osovsko statut chráněné krajinné památkové zóny. Osada Osovec, jíž se říkalo Osůvek, byla spojena v jednu obec s Osovem. Od roku 1901 je Osov spojen se světem jednokolejnou železniční lokálkou na místní trati Zadní Třebaň – Lochovice. Houkání lokálky udávalo čas lidem na polích, zvláště když jela "polednička".

## Historie

### Starší dějiny
První písemná zmínka o Osově (dříve Vosově) pochází z roku 1225. Původ jména vesnice se odvozuje od toho, že se zde větší část půdy osévala. Od 14. století je zde doložena tvrz. V letech 1450–1504 vlastnila ves rodina Adlarů z Vosova. Majitelé Osova se často střídali. V době třicetileté války (1618–1648) několikrát Podbrdskem táhlo švédské vojsko generála Banera a obyvatelstvo Osova bylo z větší části vyvražděno.
V roce 1677 koupil osovské panství hrabě Ferdinand Maxmilián Kounic a v držení tohoto rodu byl Osov až do roku 1804. Kounicové měli veliké zásluhy o rozkvět obce. Aby nahradili ztráty pracovních sil, přivedli sem německé osadníky ze svého panství na Litoměřicku – byli to zejména řemeslníci a dvorská čeleď. Hrabě Jan Adolf z Kounic nechal tvrz zbořit a na jejím místě postavit trojkřídlý zámek, který byl dokončen roku 1737. Zámek obklopoval pěkný francouzský park. Současně dal postavit kostel sv. Jana Křtitele. Jeho stavitelem byl vlašský architekt Bartolomeo Scotti a po něm ředitel císařských staveb Anselmo Lurago. Nechal kostel povýšit na farní a zřídil ve vsi školu. Kounicové chtěli z Osova vytvořit centrum Podbrdského kraje. Byli představenými krajského úřadu Podbrdského, a proto jeho sídlo přenesli k zámku v Osově. V té době se na zámku nacházel hejtman, hofmistr, dvorní kuchař, dvorní zahradník, dvorní malíř, podkoní, zámecký kaplan a také dvorní šašek Pimfinger. Kounicové postavili roku 1742 u zámeckého parku pivovar, v němž se vařilo pivo rovných 200 let. Osovské pivo mělo vždy dobou chuť a byl o něj značný zájem. Pivovar po druhé světové válce chátral, až byl v roce 1967 zbořen.
V roce 1738 zde byla zřízena škola.

### Panství Schwarzenbergů
V roce 1840 přešlo osovské panství dědictvím do rukou Schwarzenbergů z orlické větve. Kníže Karel Schwarzenberg dal v roce 1857 postavit na okraji obce cukrovar včetně úřednického domu. Pro obyvatele to bylo výhodné, mohli najít zaměstnání v cukrovaru i při pěstování řepy. Cukrovar měl i vlastní plynárnu. Časem však jeho výnos poklesl, a tak byl v roce 1886 zrušen. Stal se potom správním centrem velkostatku, který měl 2625 hektarů půdy. V úřednickém domě byly kanceláře a byty zaměstnanců (kováře, koláře, pivovarského kočího, adjunktů), v patře bydlely rodiny ředitele panství a důchodního. V roce 1906 sem přibyla četnická stanice, která se později přestěhovala do bývalé vinopalny (od roku 1951 tu byla státní traktorová stanice).
Roku 1869 byla vybudována nová školní budova, a to na místě bývalého hostince.
Součástí panství byla cihelna, jež se nacházela mezi Osovem a Osovcem, zvaným Osůvek. Zdejší červená hlína byla vysoce kvalitní a cihly se dobře prodávaly. Výroba byla roku 1942 zastavena. Poté tu mělo JZD slepičárnu a dnes je v místech cihelny koupaliště. Směrem k Novým Dvorům byla rozlehlá bažantnice. Roku 1886 zřídl kníže Schwarzenberg v bývalé vile č. 18 hostinec a později i poštovní úřad (dnešní pošta) V č. 58 naproti škole byla kovárna a kupecký krám, kde žila rodina Pokorných téměř 100 let.
Schwarzenbergům se tu nevyhnuly ani smutné události. Manželům Karlovi IV. ze Schwarzenbergu a jeho druhé manželce Idě, rozené hraběnce Hoyos-Sprinzenstein, se na zdejším zámku narodil a 27. června 1894 zemřel devítidenní synek Josef Adolf na růži a byl pohřben na osovském hřbitově.

### Ve 20. a 21. století
Karel IV. ze Schwarzenbergu spravoval Osov až do roku 1904, kdy po smrti svého otce převzal rodové panství Orlík. V první světové válce bylo z Osova povoláno na frontu 273 mužů, z nichž 22 se již nevrátilo. Padl i majitel panství Karel Schwarzenberg. Na základě pozemkové reformy byly roku 1924 pozemky osovského velkostatku rozparcelovány a koupil je Václav Palivec.
V Osově (spolu s místní částí Osovec) byly v roce 1932 tyto živnosti a obchody: bednář, cihelna, 4 hostince, kapelník, 2 koláři, kovář, 2 krejčí, malíř pokojů, mlýn, obuvník, pekař, pivovar, řezník, sedlář, 3 obchody se smíšeným zbožím, Spořitelní a záložní spolek pro Osov, trafika, truhlář, velkostatek, 2 zámečníci. Dále zde byla obecná škola, poštovní úřad, telegrafní úřad a četnická stanice. Žilo zde 490 obyvatel.
V roce 1950 vznikl v budově hostince obecní úřad (MNV). Později v obci vznikla samoobslužná prodejna Jednoty Hořovice. Roku 1983 byla vybudována nová budova základní školy, a to na louce mezi Osovem a Osovcem. Po roce 2000 byla ke školní budově přistavěna moderní přízemní budova obecního úřadu.
V nedávných letech byla část budovy COOP Jednoty adaptována na mateřskou školu. Rovněž byla dokončena rekonstrukce kostela sv. Jana Křtitele.
Od 1. července 2020 byla přesunuta zastávka vlaku od bývalého nádraží blíže k obci a autobusové zastávce.
V současnosti se v obci nachází obecní úřad, první stupeň základní školy, mateřská škola, pošta, prodejna COOP a květinářství. Ve staré školní budově je umístěno centrum volnočasových aktivit Stará škola, provozované obecním úřadem a Domečkem Hořovice. 

## Václav Palivec
Zámek s velkostatkem a četné další objekty, které byly součástí tzv. zbytkového jmění, koupil od Schwarzenbergů v roce 1931 komerční rada Václav Palivec, bývalý správce na dobříšském panství knížete Colloredo-Mansfelda, generální ředitel Dobříšských železáren a Středočeské dřevařské společnosti v Praze. Za velké lesní kalamity získal prodejem dřeva do Francie značné jmění, což mu umožnilo koupi osovského zbytkového panství. V zámku, pivovaru a cukrovaru provedl rozsáhlé adaptace. Do zámku zavedl ústřední topení, elektřinu a vodovod, nechal nově upravit i park.

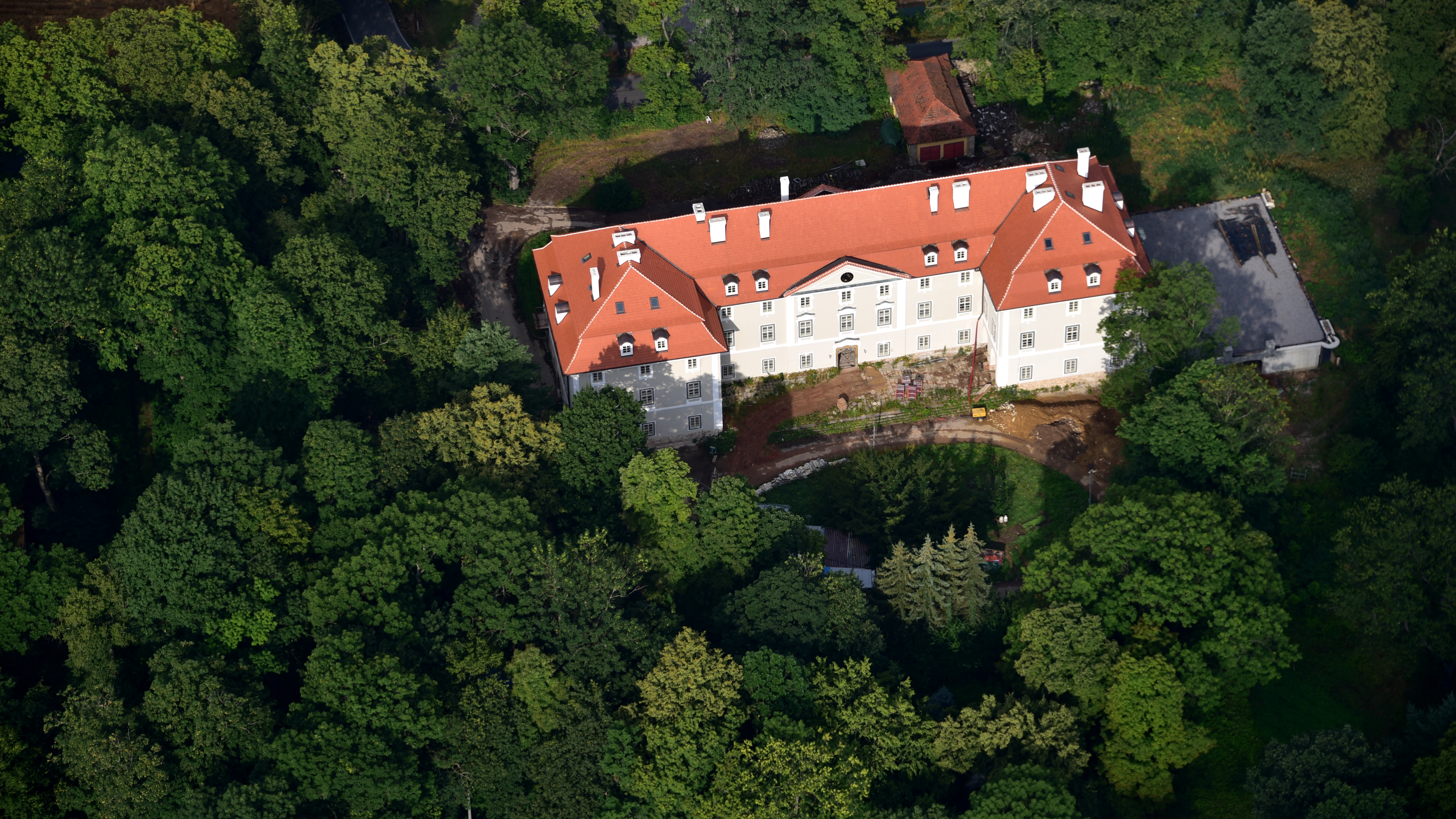
Letecký pohled na osovský zámek v současnosti (2018)

Byl velmi vzdělaný muž a ze zámku vytvořil kulturní centrum, kam zval význačné osobnosti a umožnil umělcům pracovat v klidném prostředí. Sňatkem Palivcova bratra Josefa se sestrou Karla Čapka se stal Čapkovým příbuzným. Právě od Václava Palivce dostali novomanželé Karel Čapek a Olga Scheinpflugová svatebním darem k užívání dům ve Staré Huti, tzv. Strž. Čapkovi bývali častými hosty na zámku v Osově, kde měli své vlastní zařízené pokoje. Zde Karel Čapek napsal hru Matka. V roce 1938 nabídl Karel Čapek své služby českému ministru propagandy Hugo Vavrečkovi a přestěhoval se na osovský zámek, kde zůstával ve spojení s redakcí Lidových novin a ústředními úřady. Vyvíjel aktivity, kterými chtěl přispět k udržení celistvosti demokratického Československa. Po anšlusu Rakouska se spolu s Ferdinandem Peroutkou sešli na jaře 1938 několikrát na osovském zámku s německým vyslancem Ernstem Eisenlohrem. Tajné rozhovory se odehrály se souhlasem prezidenta Beneše a naši zástupci mu o nich podávali hlášení. Eisenlohr chtěl zjistit pevnost odhodlání československé vlády bránit Sudety, Čapek s Peroutkou doufali, že zjistí něco podrobnějšího o úmyslech německého vůdce a o úloze Konrada Henleina v Hitlerových plánech.

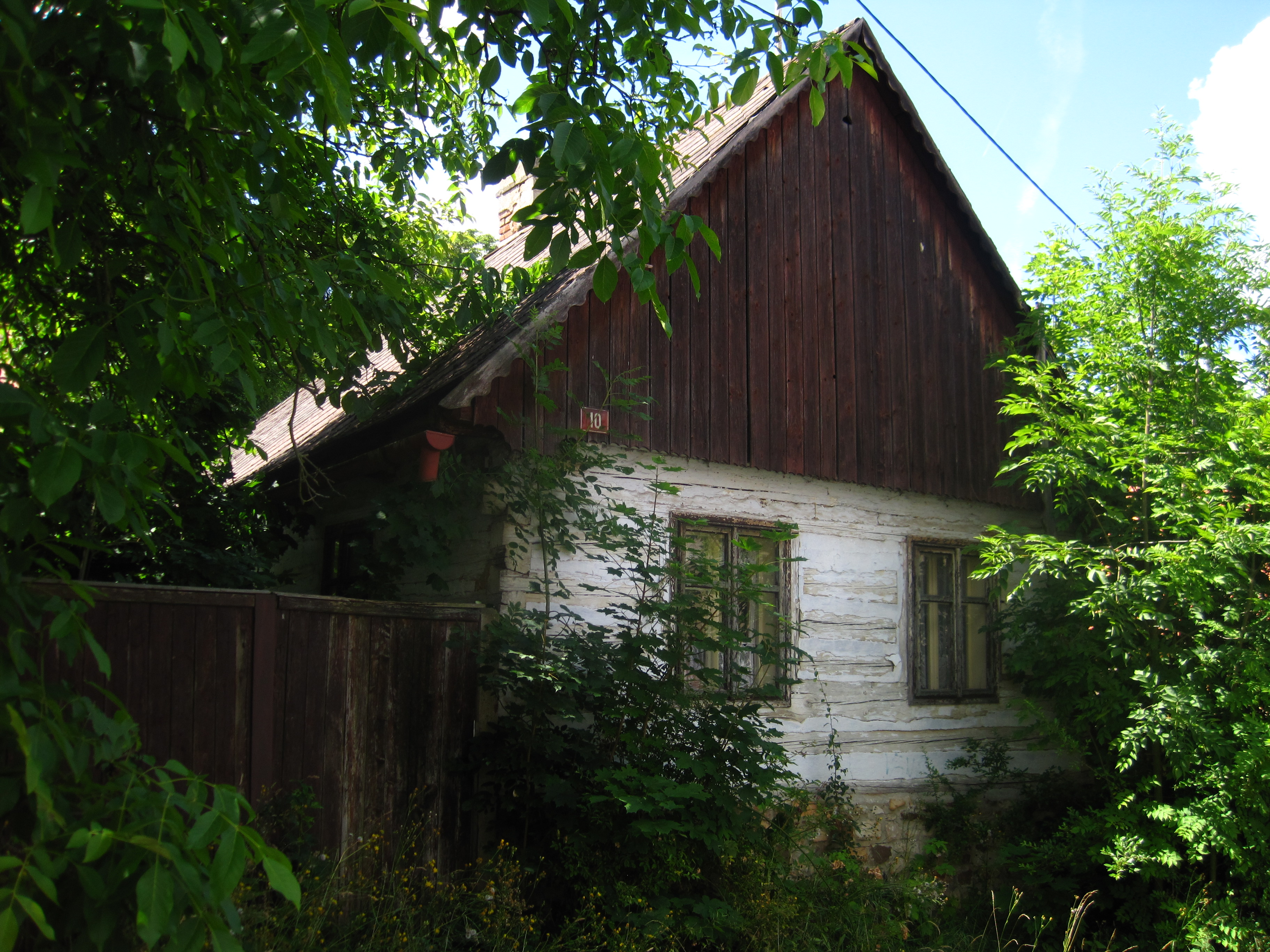
Čp. 10 v Osově

Kromě těchto osobností zajížděli do Osova sochař Karel Dvořák s chotí Leopoldou Dostalovou, kteří od Palivce dostali do užívání domek ve Lhotce u Skřiple. Václav Palivec podporoval a hostil na zámku básníky Františka Halase, Františka Hrubína, Jaroslava Seiferta. Bývali tu hosty Hugo Haas, Adina Mandlová, Jiřina Štěpničková. Režisér Slavínský natočil na osovském zámku a v parku film Uličnice s řadou filmových hvězd. Václav Palivec podporoval i místní občany, financoval opravy kostela a o Vánocích hostil a obdarovával všechny školní děti a staré občany. Sám zůstal svobodný, ale měl devět sourozenců a miloval jejich děti. V roce 1952 byl jmenován čestným občanem Osova. Byl v kontaktu s Janem Masarykem a měl možnost odejít do ciziny, čehož nevyužil.

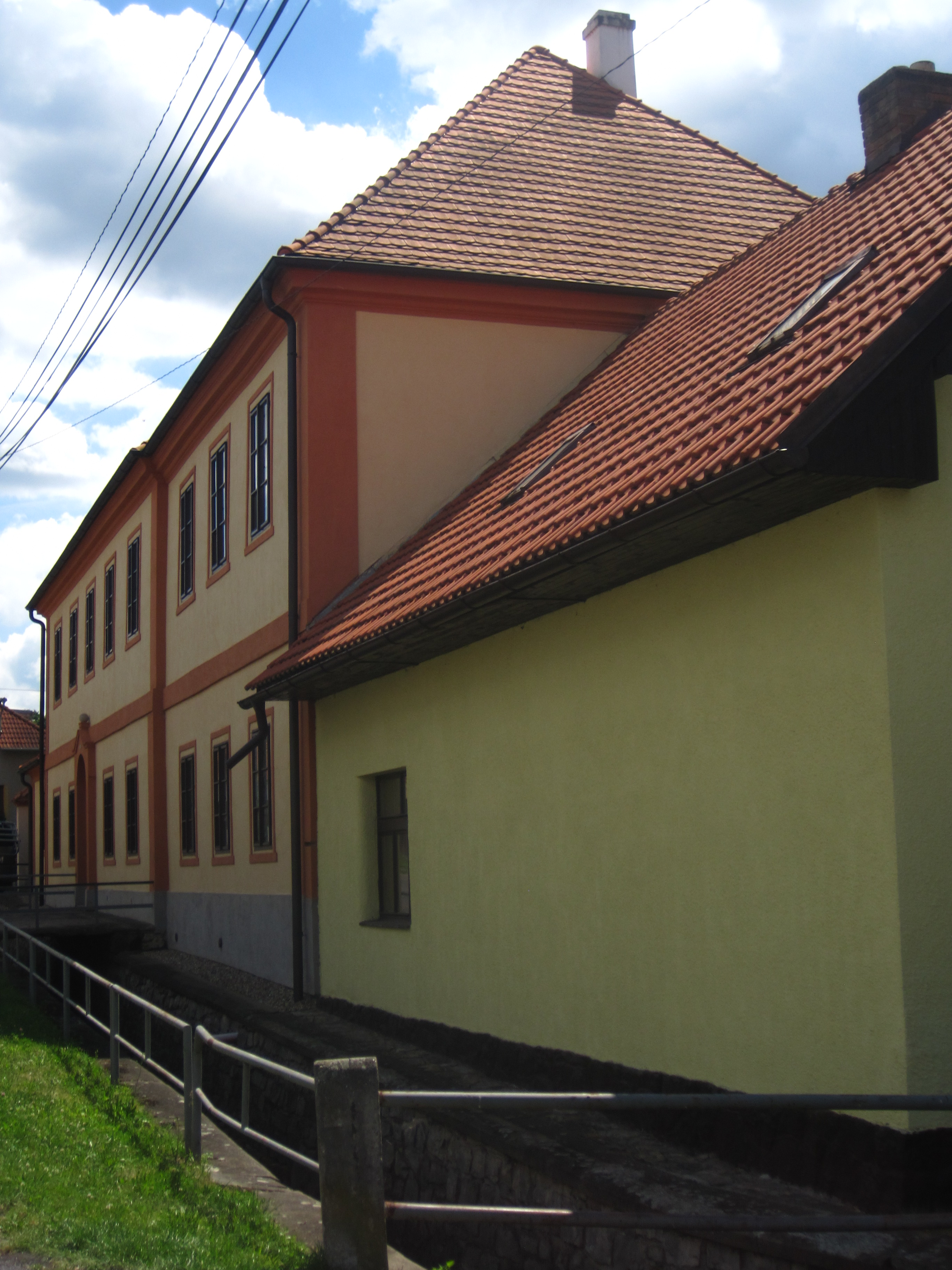
Ulice v Osově

V roce 1948 byla na velkostatek uvalena národní správa a do jeho vedení nasadil ÚV KSČ národního správce. Palivcovi byl zabaven veškerý majetek a zařízení zámku bylo rozkradeno. V zámku pak bylo zřízeno rukavičkářské učňovské středisko s internátem, od roku 1961 tu byl domov důchodců. Rada Palivec byl v roce 1948 odsunut mimo obec do budovy bývalého lesního úřadu, zvané "fořtant". Směl si vzít jen to nejnutnější. Budova nebyla vhodná k obývání; nebyla v ní zavedena elektřina, topení, ani voda. Zde žil rada Palivec velmi osaměle a zemřel jako nemajetný roku 1964. Po revoluci majetek restituovali příbuzní a v roce 2000 ho převzal Ing. Emil Palivec. Zámek v současnosti vlastní Kristyna Pohlová a provádí v něm celkovou rekonstrukci.

## Územněsprávní začlenění
Dějiny územněsprávního začleňování zahrnují období od roku 1850 do současnosti. V chronologickém přehledu je uvedena územně administrativní příslušnost obce v roce, kdy ke změně došlo:

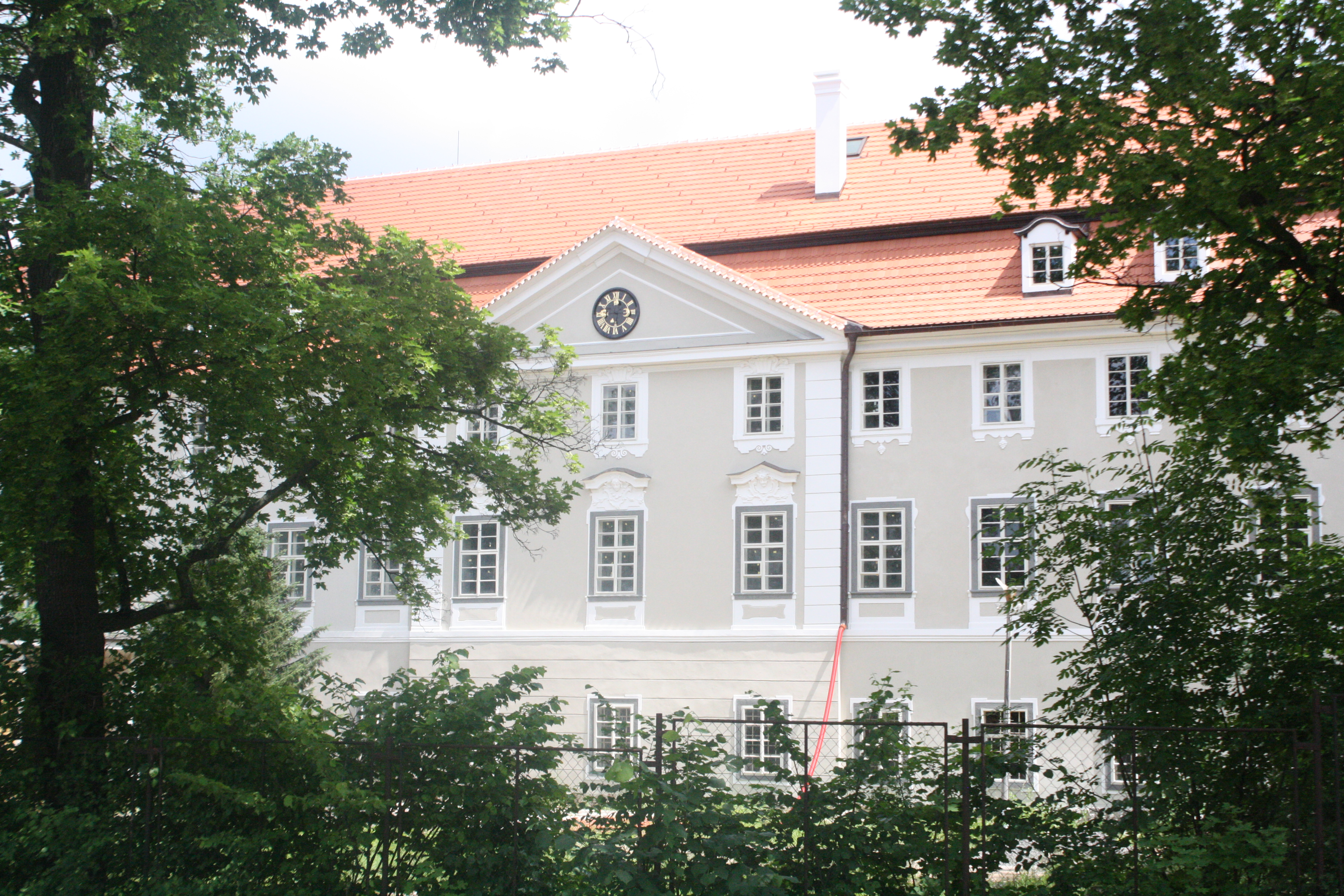
Zámek Osov v současnosti (2018)

- 1850 země česká, kraj Praha, politický i soudní okres Hořovice[5]
- 1855 země česká, kraj Praha, soudní okres Hořovice
- 1868 země česká, politický i soudní okres Hořovice
- 1939 země česká, Oberlandrat Plzeň, politický i soudní okres Hořovice[6]
- 1942 země česká, Oberlandrat Praha, politický okres Beroun, soudní okres Hořovice[7]
- 1945 země česká, správní i soudní okres Hořovice[8]
- 1949 Pražský kraj, okres Hořovice[9]
- 1960 Středočeský kraj, okres Beroun
- 2003 Středočeský kraj, okres Beroun, obec s rozšířenou působností Hořovice

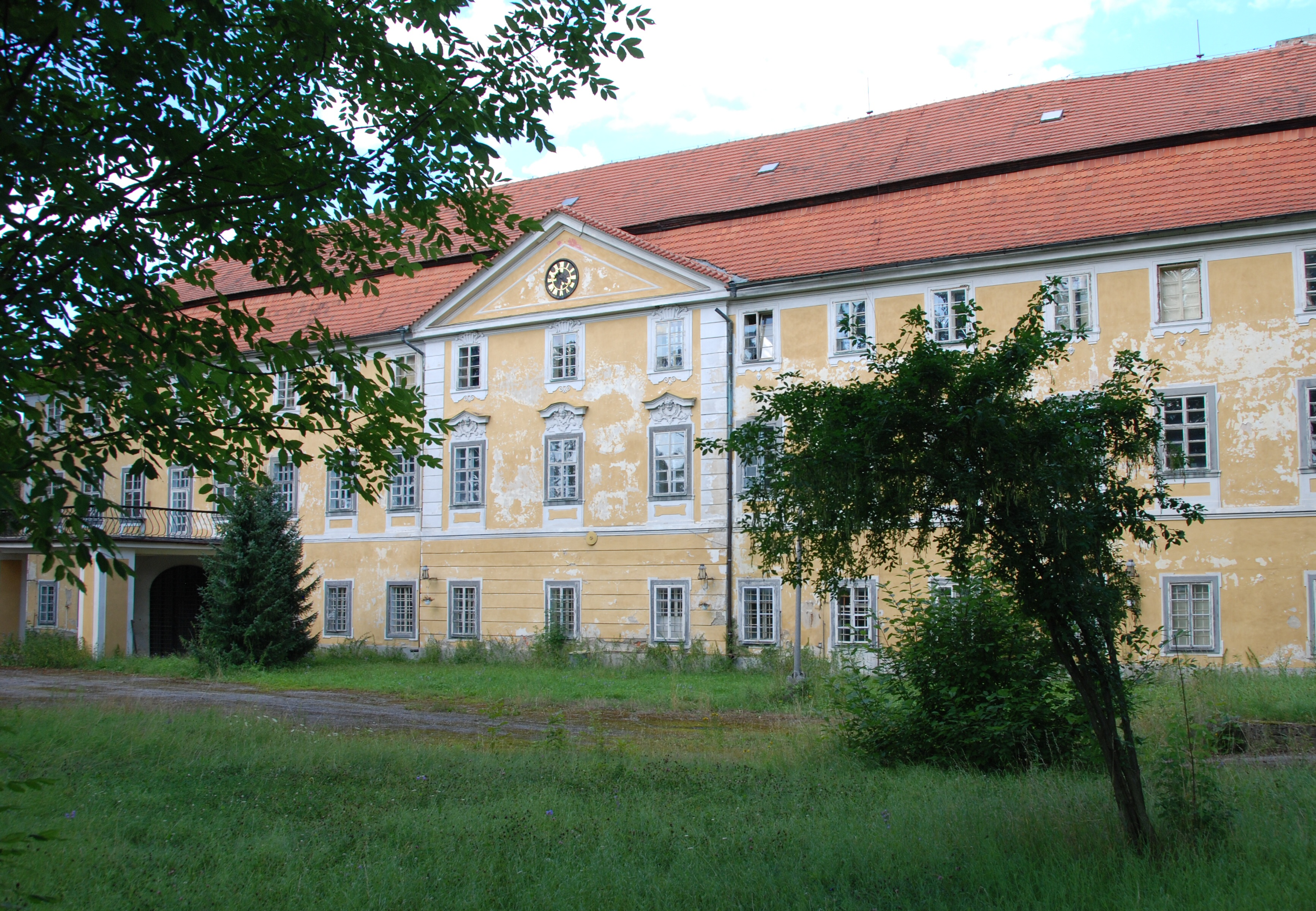
Zámek Osov před rekonstrukcí

## Pamětihodnosti
- Zámek Osov
- Úřednický dům osovského panství
- Kostel Narození svatého Jana Křtitele

## Zajímavosti

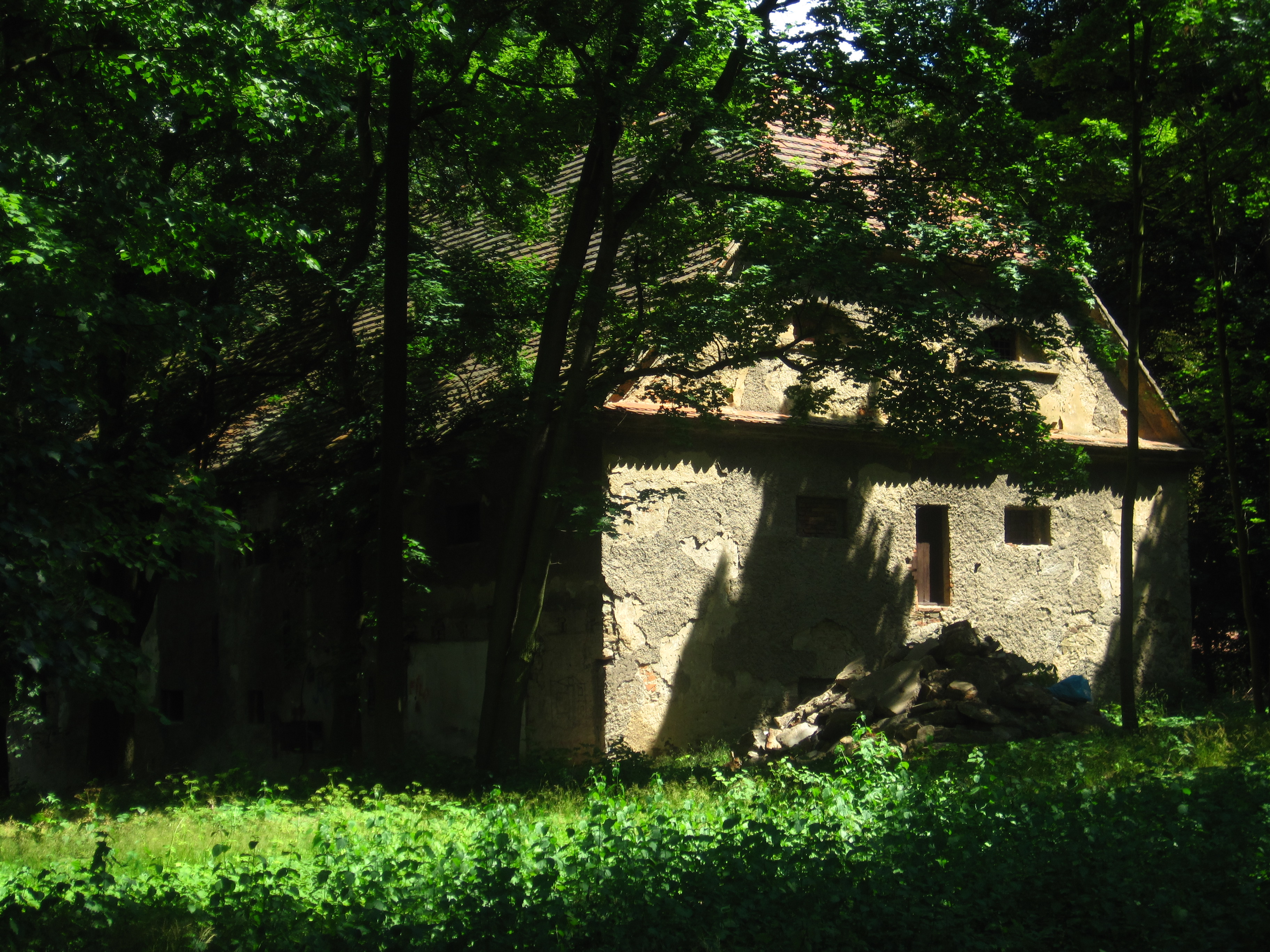
Sýpka v areálu zámku

Na jižním okraji obce je na soukromém pozemku vůz pražské tramvaje adaptovaný na chatu.

## Části obce
Obec Osov se skládá ze dvou částí, které leží na katastrálním území Osov:
- Osov
- Osovec

Od 1. ledna 1980 do 23. listopadu 1990 k obci patřily i Nové Dvory.

## Doprava
Dopravní síť
- Pozemní komunikace – Obcí prochází silnice II/115 Jince – Hostomice – Osov – Řevnice – Dobřichovice.

- Železnice – Obec protíná železniční Trať 172 Zadní Třebaň – Lochovice. Je to jednokolejná regionální trať, doprava byla zahájena roku 1901. Na území obce leží železniční zastávka Osov.

Veřejná doprava
- Autobusová doprava – Z obce vedly autobusové linky např. do těchto cílů: Beroun, Dobříš, Hořovice, Hostomice, Praha, Příbram, Řevnice, Strašice, Zadní Třebaň, Žebrák (dopravce PROBO BUS, a. s.).

- Železniční doprava – Po trati 172 jezdilo v pracovních dnech 8 párů osobních vlaků, o víkendu 7 párů osobních vlaků.

## Galerie

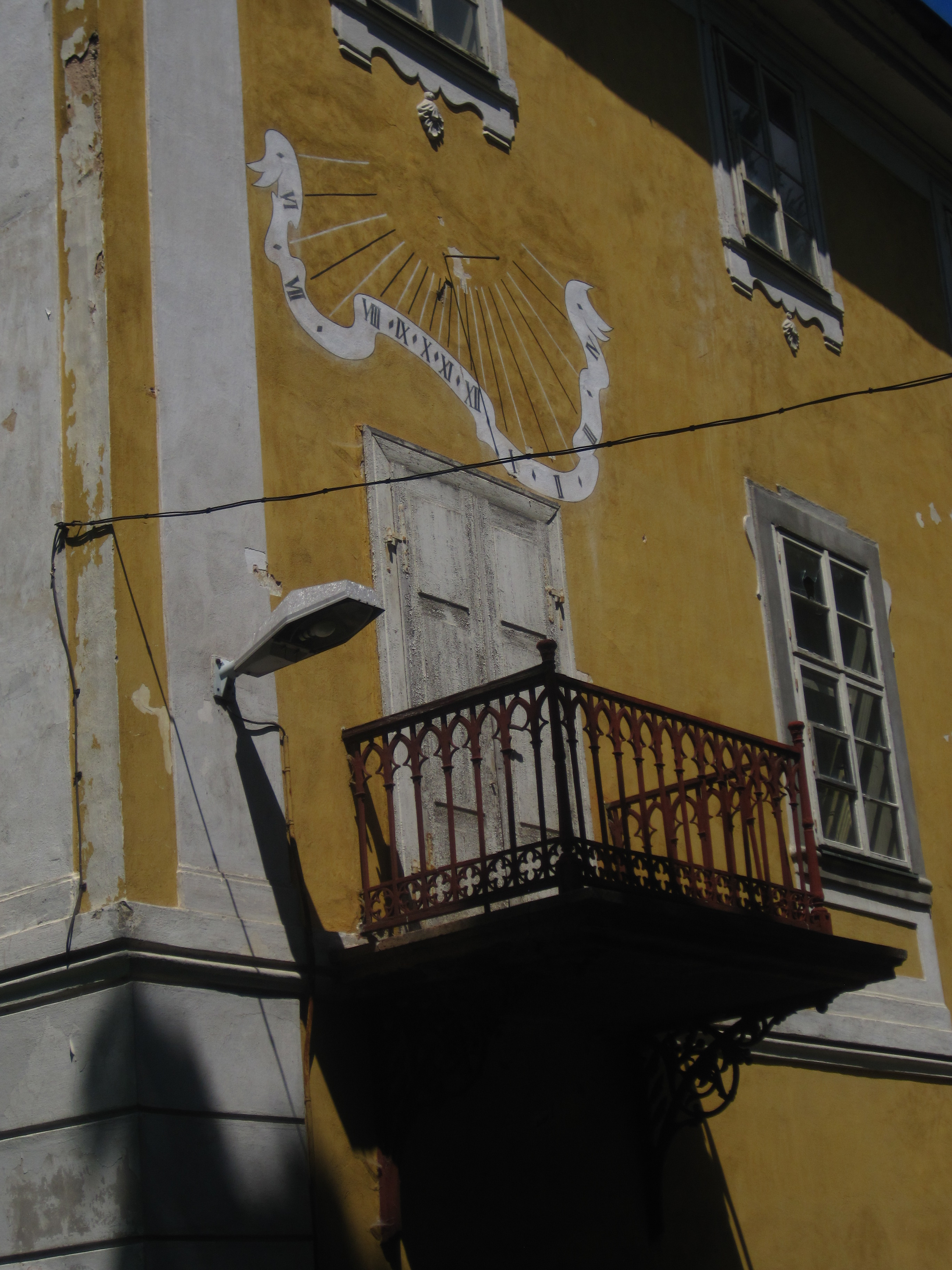
Sluneční hodiny na zámku před rekonstrukcí
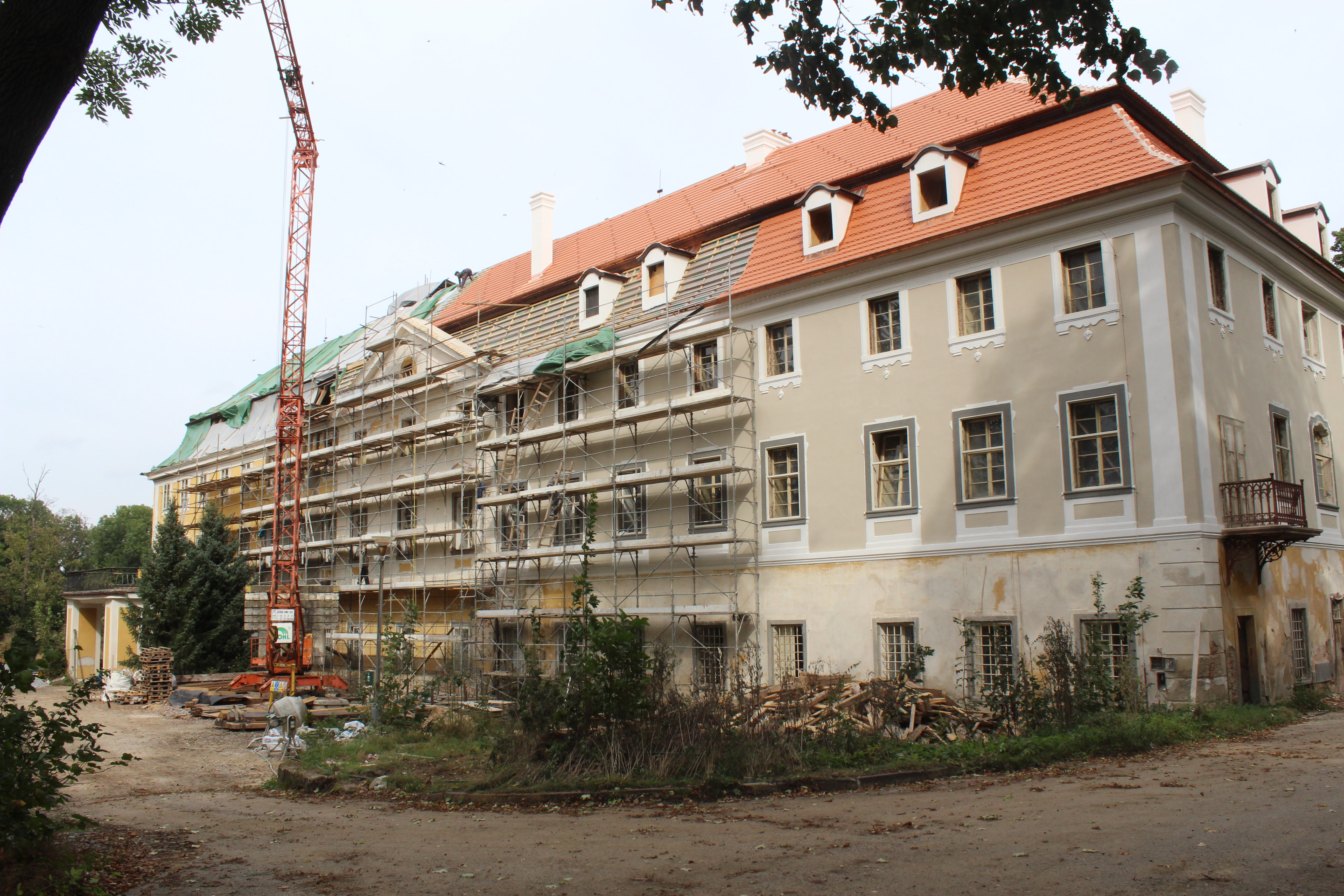
Zámek během rekonstrukce
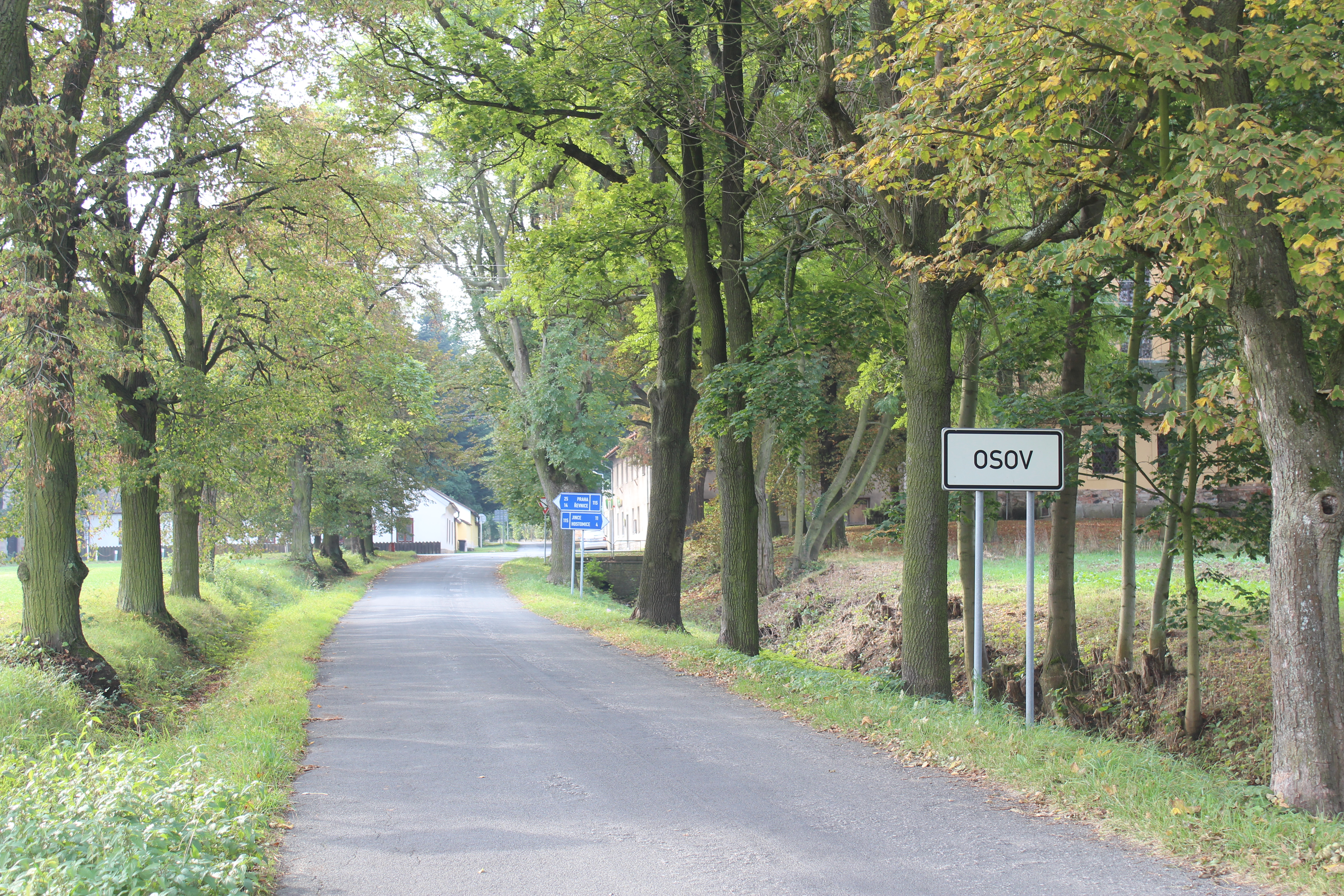
Začátek obce u kostela
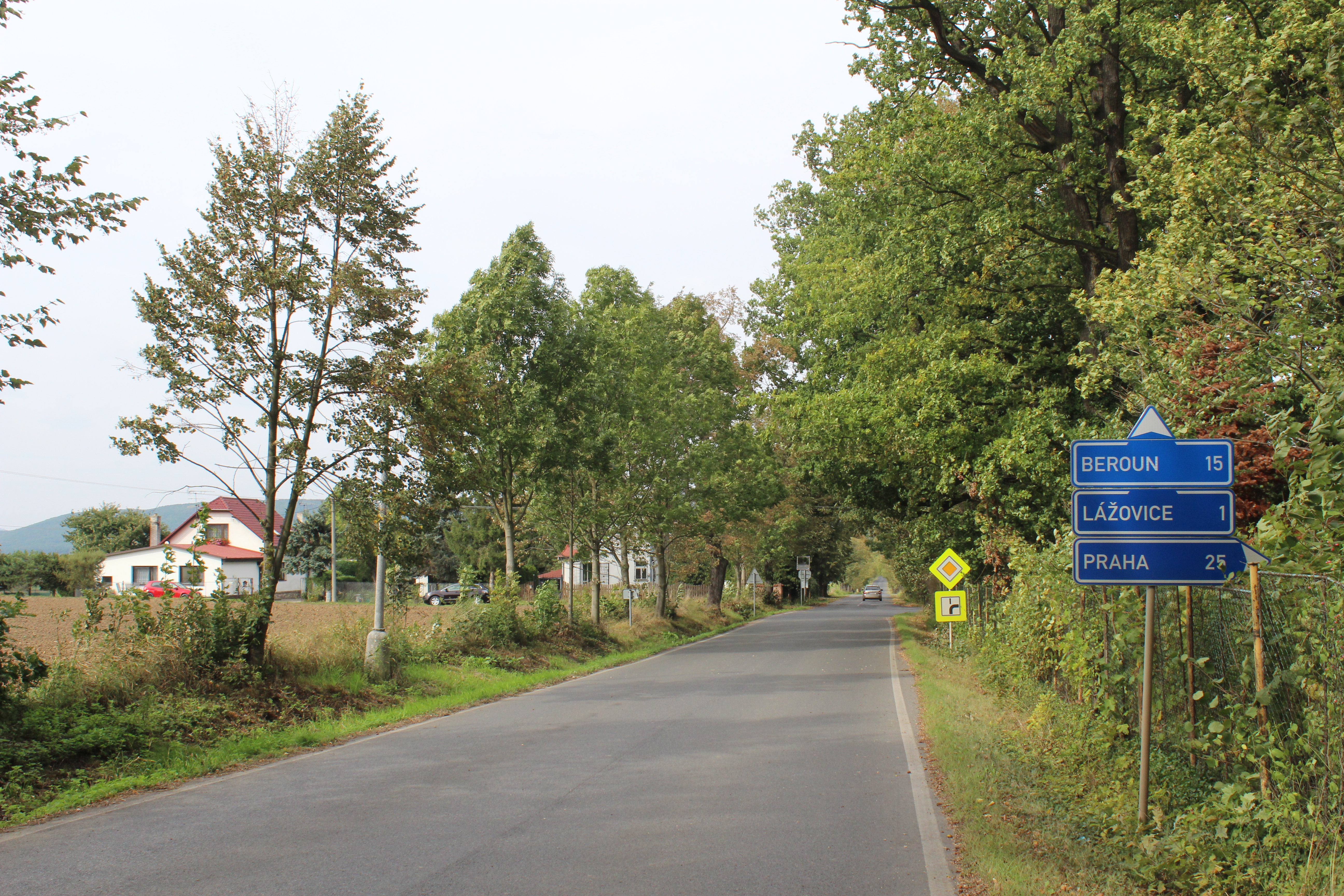
Silnice podél zámku
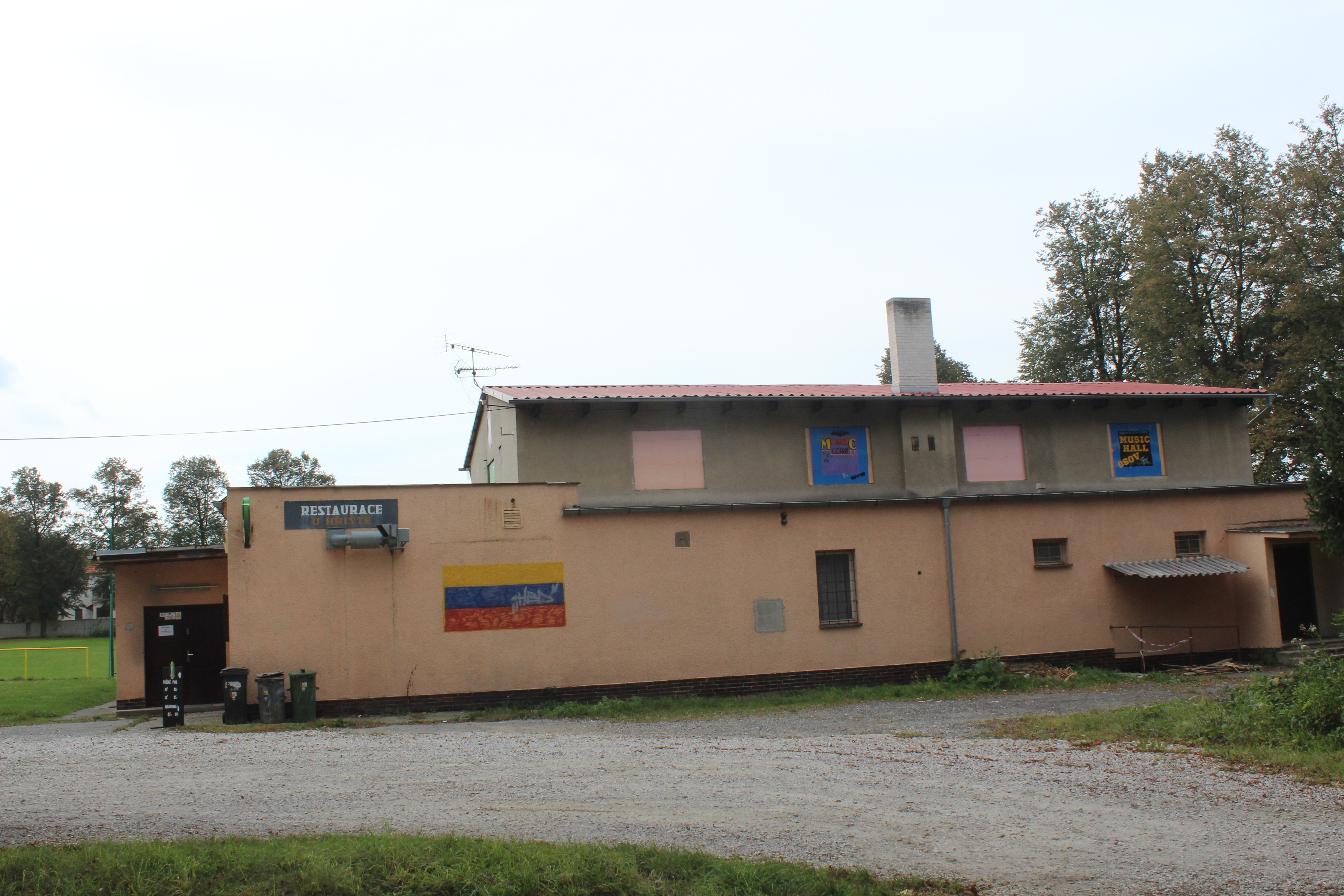
Restaurace u fotbalového hřiště
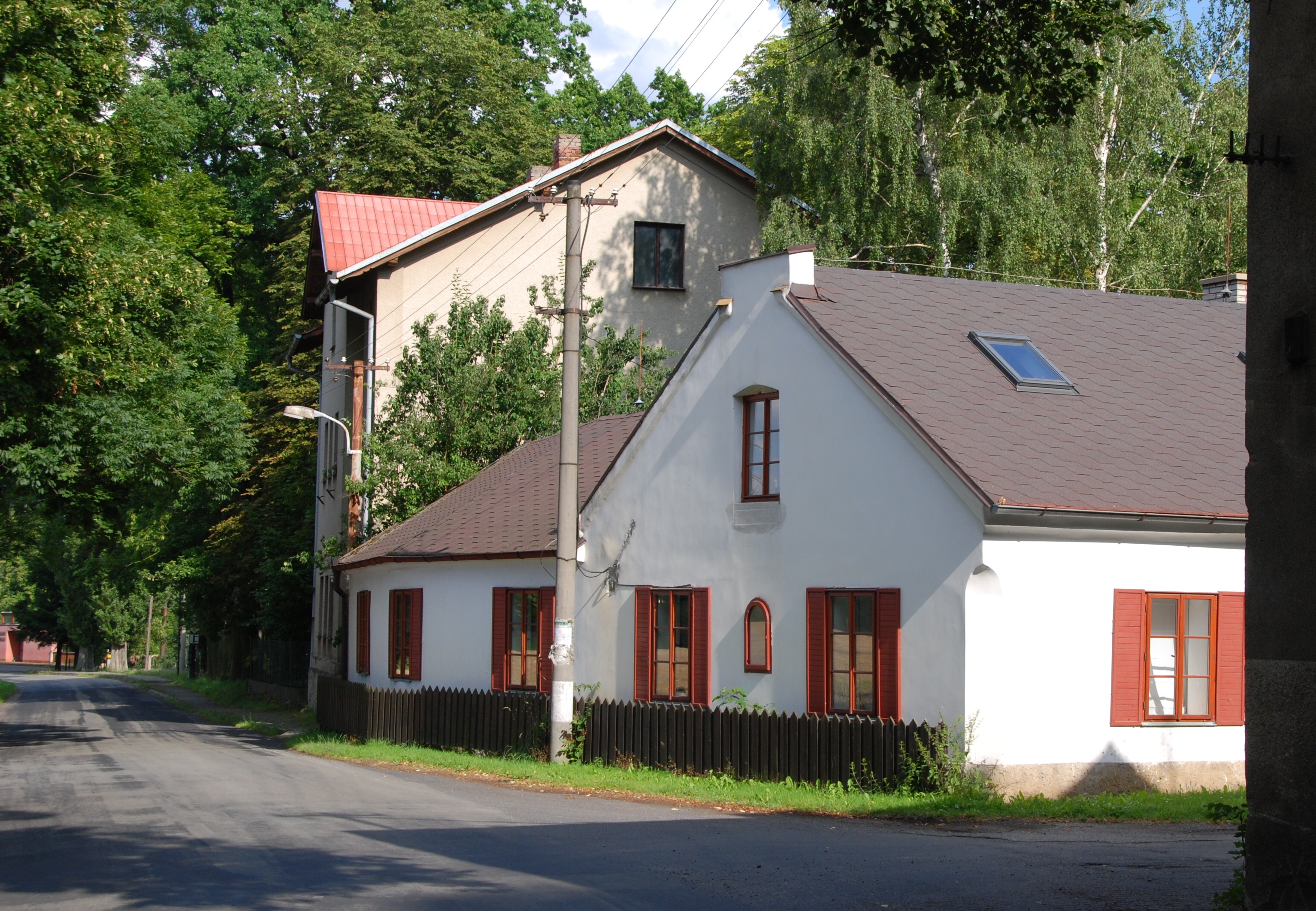
Hlavní ulice v Osově
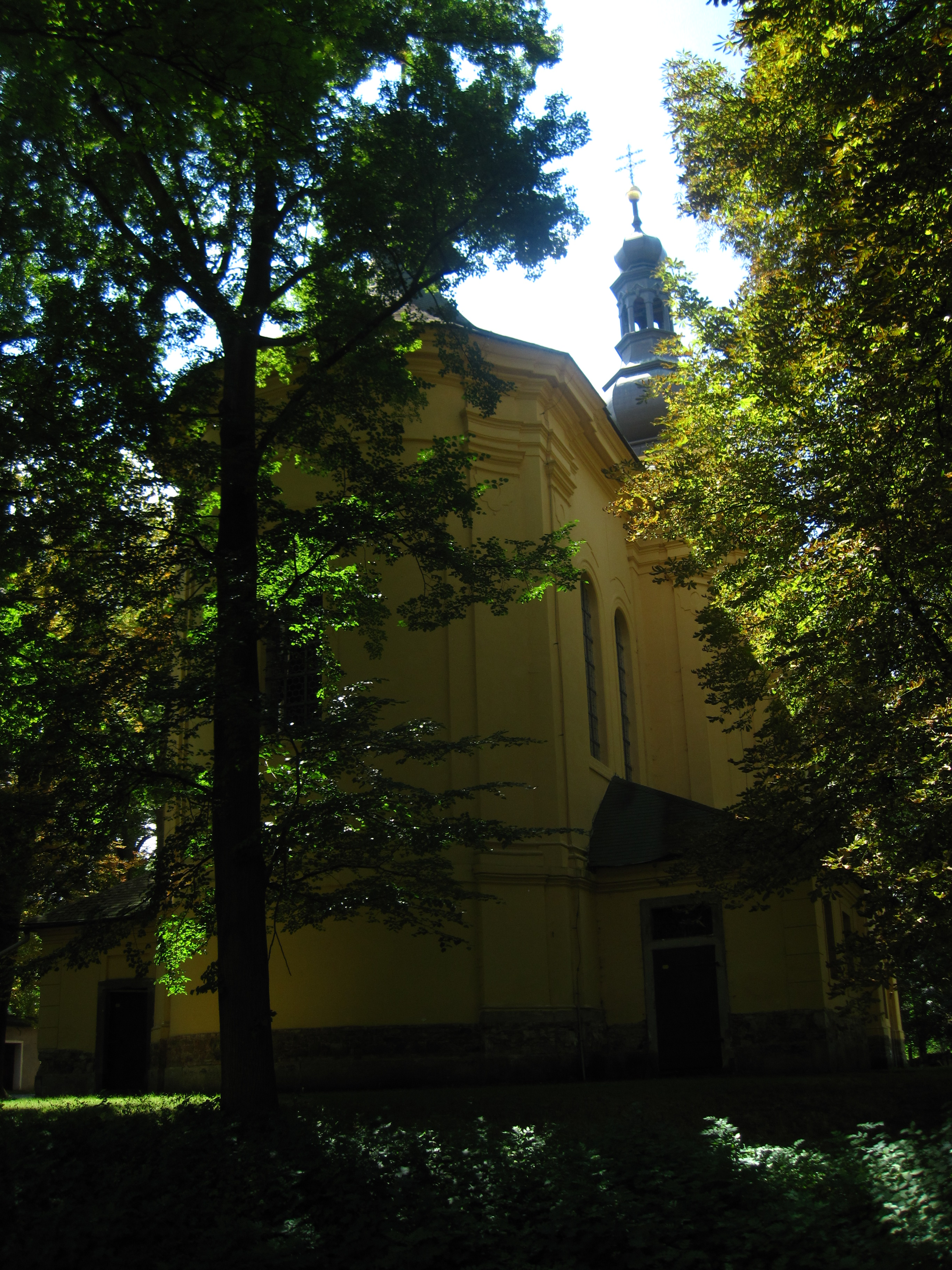
Kostel
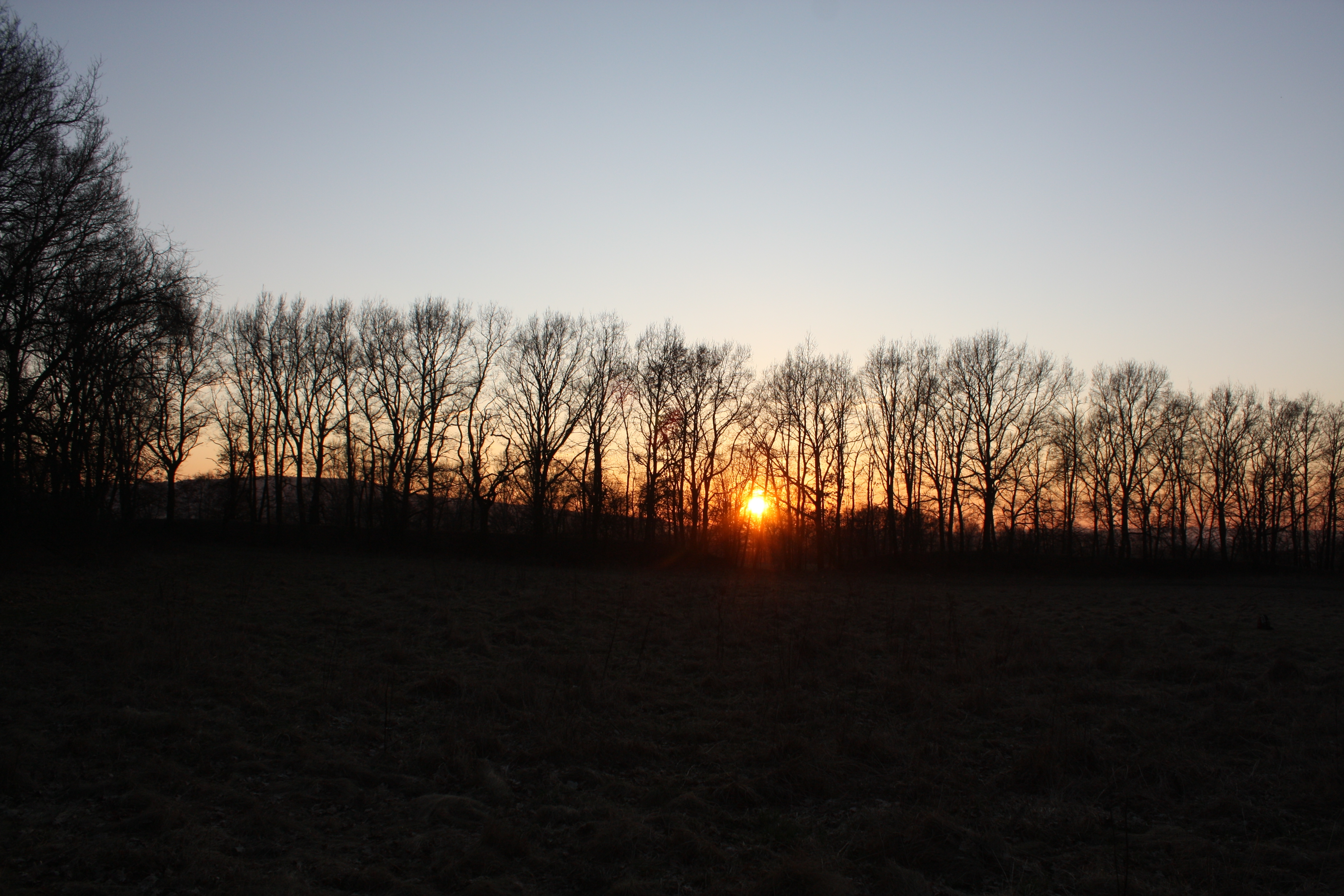
Švédské šance
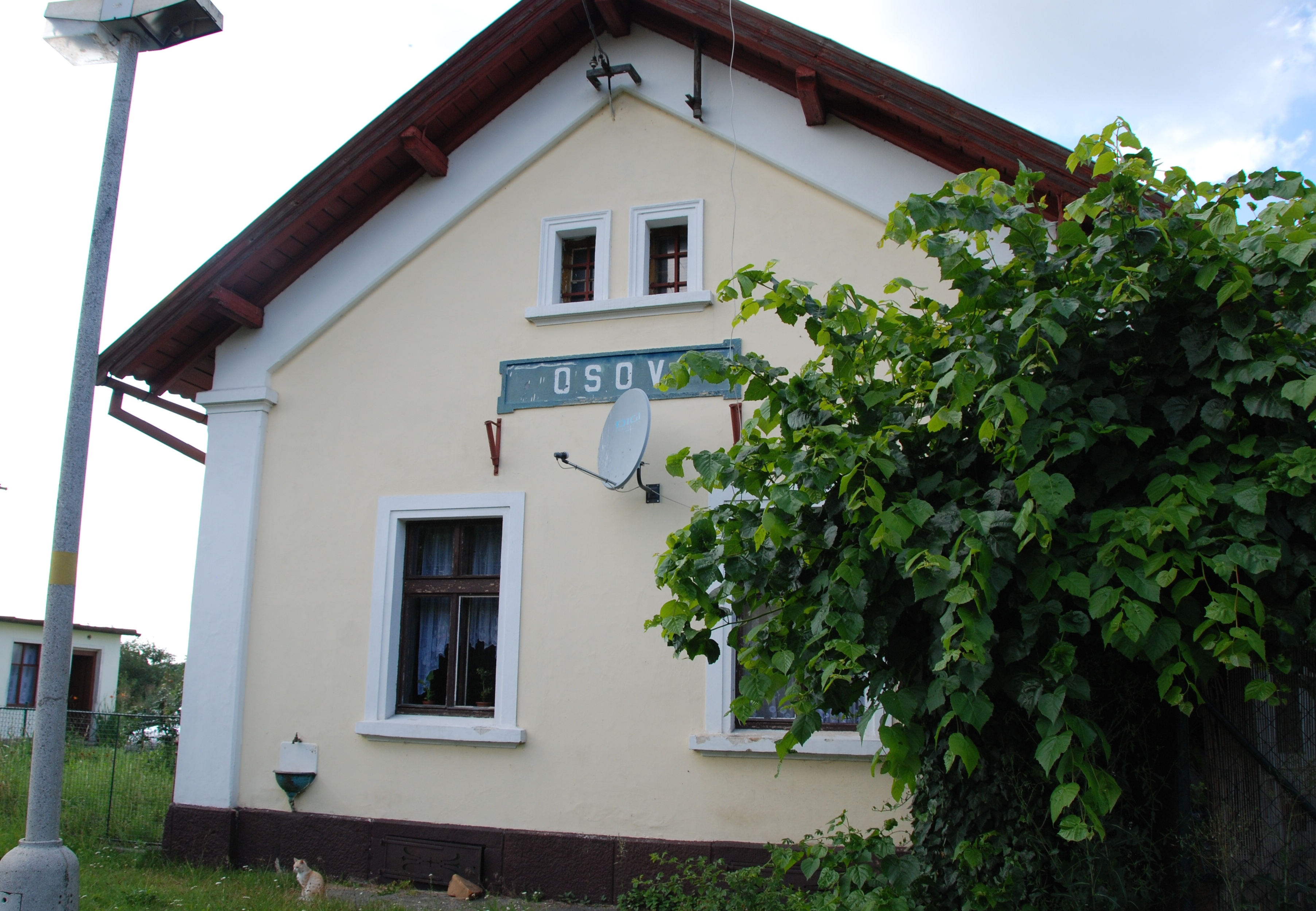
Budova bývalého nádraží